# August Hirsch (Politiker)
Friedrich August Hirsch (* 4. Februar 1798 in Büdingen; † 24. März 1838 in Darmstadt) war ein hessischer Beamter und Politiker und Abgeordneter der 2. Kammer der Landstände des Großherzogtums Hessen.

## Leben
August Hirsch war der Sohn des Bauverwalters und Hofgärtners Johann Peter Hirsch und dessen Ehefrau Katharina Henriette, geborene Koch. Hirsch, der evangelischen Glaubens war, heiratete am 6. September 1823 in Oppenheim Anne Marie (Nanette) geborene Hoffmann (1798–1874).
Hirsch studierte ab 1816 Mathematik an der Universität Gießen und wurde später Sektionschef bei der Katastervermessung der Provinz Rheinhessen. 1822 war er Steuerkommissar in Darmstadt, 1830 Assessor bei der Oberfinanzkammer mit Stimme und Dirigent der Katasterbehörde. 1831 wurde er Substitut des Kataster-Verifikators und 1832 Oberfinanzrat.
Von 1834 bis 1836 gehörte er der Zweiten Kammer der Landstände an. Er wurde für den Wahlbezirk Oberhessen13/Gedern-Ortenberg gewählt. In den Ständen vertrat er konservative Positionen.